# ニシン目
ニシン目（学名: Clupeiformes）は、硬骨魚類の分類群の一つ。2亜目に約7科90属400種が属する。イワシ・ニシン・サッパ・コノシロなど、漁業資源として重要な魚種を多数含んでいる。

## 概要
ニシン目魚類には熱帯から温帯にかけての沿岸域に分布する種類が多く含まれるが、寒帯の海や汽水域に分布するニシン、産卵のため河川を遡上するエツなど遡河性の魚類もいる。また、日本産ではないが一生を淡水で過ごす種類もいる。日本の近海には26種が分布し、いずれも漁獲対象として重要である。体長10 - 30センチメートルほどのものが多いが、オキイワシは全長1メートルほどになる。
体型は細長い円筒形のものや、植物の葉のように左右に平たいものがいる。胸鰭は腹側に偏り、背鰭は1つだけである。鰭は全て軟条からなり、棘条（とげ）は発達しない。各鰭は体に対して小さく、遊泳力が高い。速く泳ぐ時は体の後半部を激しく振って泳ぐ。アジ科魚類と同様に、稜鱗（りょうりん）と呼ばれる硬い突起をもつ独特な鱗を腹部にもつ種類が多い。体色は背面が青や灰色、体側から腹部にかけては銀白色になっているものが多く、これは光が差す水中で保護色となる。第四脳室外側陥凹（Recessus lateralis）と呼ばれる部位をもち、これは他の魚類にはみられないニシン目の解剖学的な特徴である。

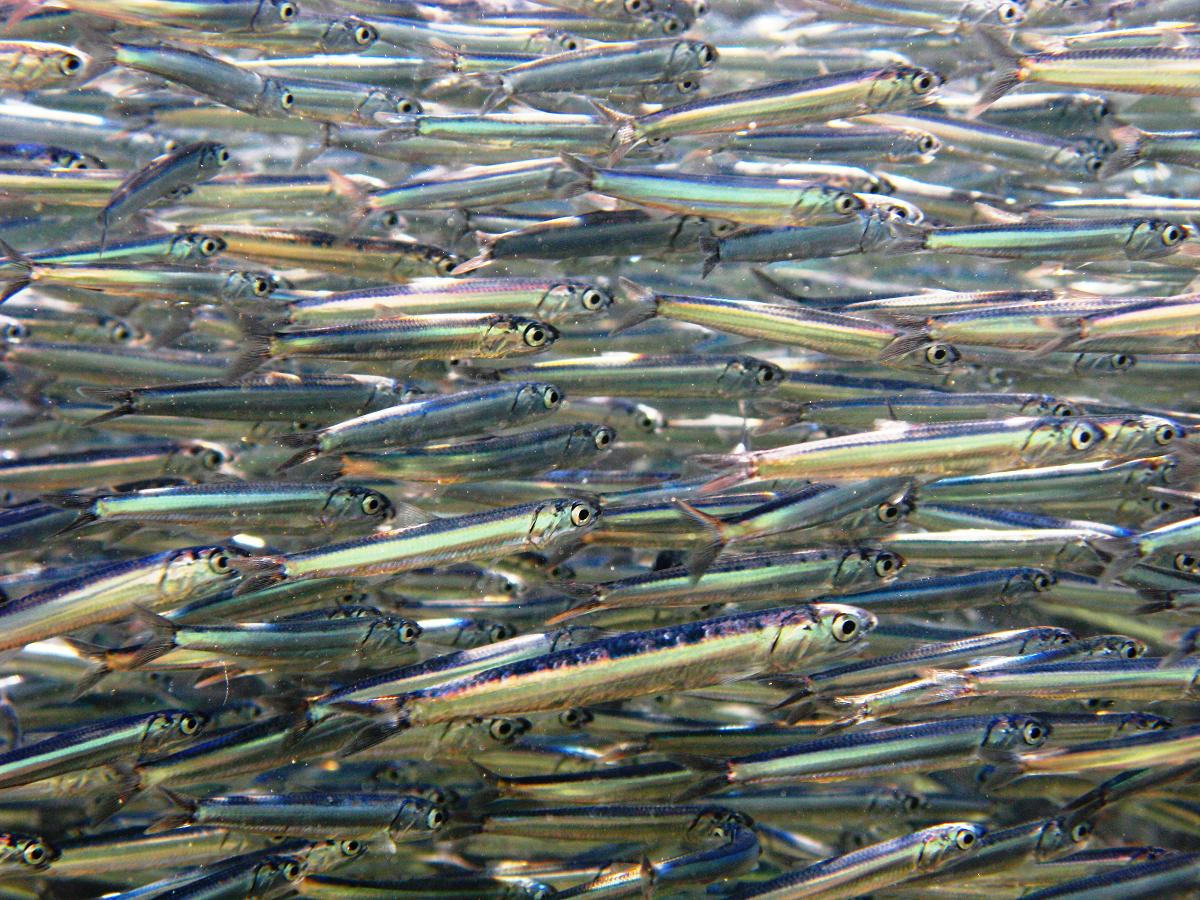
群泳するモトカタクチイワシ（Engraulis encrasicolus）

群れを作って環境や季節に応じた回遊をしながら生活するものが多い。特にマイワシやニシンなどは海面が黒く染まるほどの大群を作ることがある。
おもな食べ物はプランクトンで、口を開けて海水ごと吸い込み、鰓にある鰓耙（さいは）でプランクトンを濾過摂食する。ニシン目魚類の歯はあまり発達していないが、プランクトンを捕捉する鰓耙は櫛状によく発達する。ただしオキイワシは犬歯状の鋭い歯を持ち、他の魚を捕食する。
天敵はイカ、サメ、アジ、カマス、マグロ、クジラ、イルカ、人間など多岐にわたり、海の食物連鎖で重要な位置を占める。これらの天敵に遭うと密集隊形を作り、一斉に同調して泳いで敵の攻撃をかわす。この時に他の個体とぶつかることはない。
多くが重要な食用魚となっており、巻き網や定置網、刺し網などで多量に漁獲される。食用の他にも釣り餌、飼料、肥料などに利用される。

## 分類
デンティケプス亜目とニシン亜目の2亜目に分けられる。現生種は1種を除きすべてニシン亜目に所属している。

### デンティケプス亜目
デンティケプス亜目 Denticipitoidei は1科のみからなる単型亜目である。デンティケプス科 Denticipitidae は1属1種。現生種としては Denticeps clupeoides のみで構成される。本種はナイジェリア・カメルーンの河川に分布し、体長6センチメートル程度の小型の淡水魚である。頭蓋骨の表面は微細な突起で覆われる。完全な側線をもち、尾鰭の鰭条は16本。第四脳室外側陥凹の構造は、他のニシン目魚類と比べて原始的である。タンザニアの中新世の地層からは Palaeodenticeps tanganikae の化石が見つかっており、本科に属する絶滅種と考えられている。

### ニシン亜目

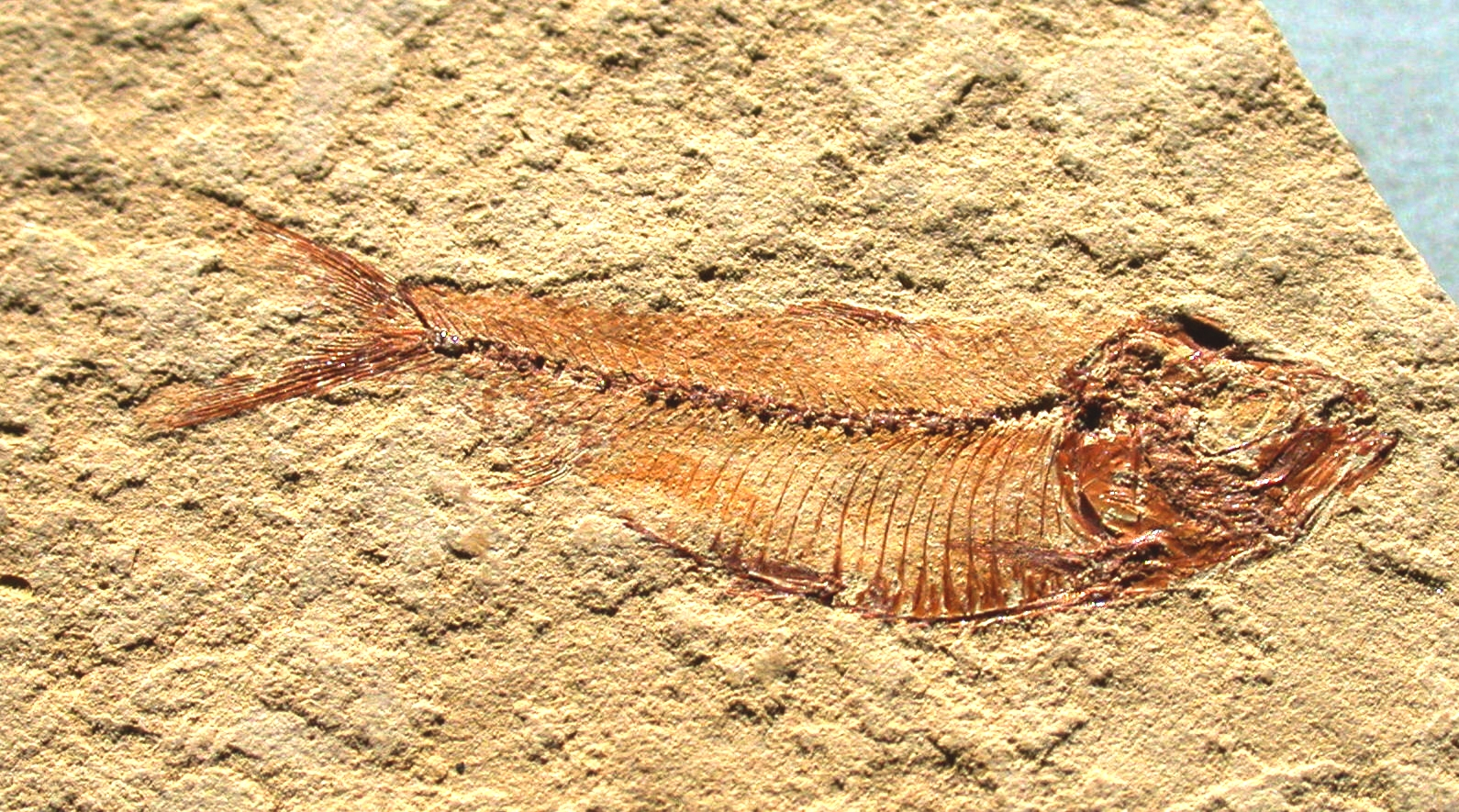
ニシン科魚類の化石種（Knightia alta）。本属の化石は北アメリカ西部と中国から発見されている

ニシン亜目 Clupeoidei は約6科90属400種で構成される。デンティケプス亜目とは異なり側線はあまり発達せず、側線鱗ももたない。尾鰭を構成する鰭条は19本。本亜目の魚類は浮き袋の形態に多様性がみられ、細い管を介して内耳とつながるなど特殊な構造をもつ場合もある。

#### ヒラ科

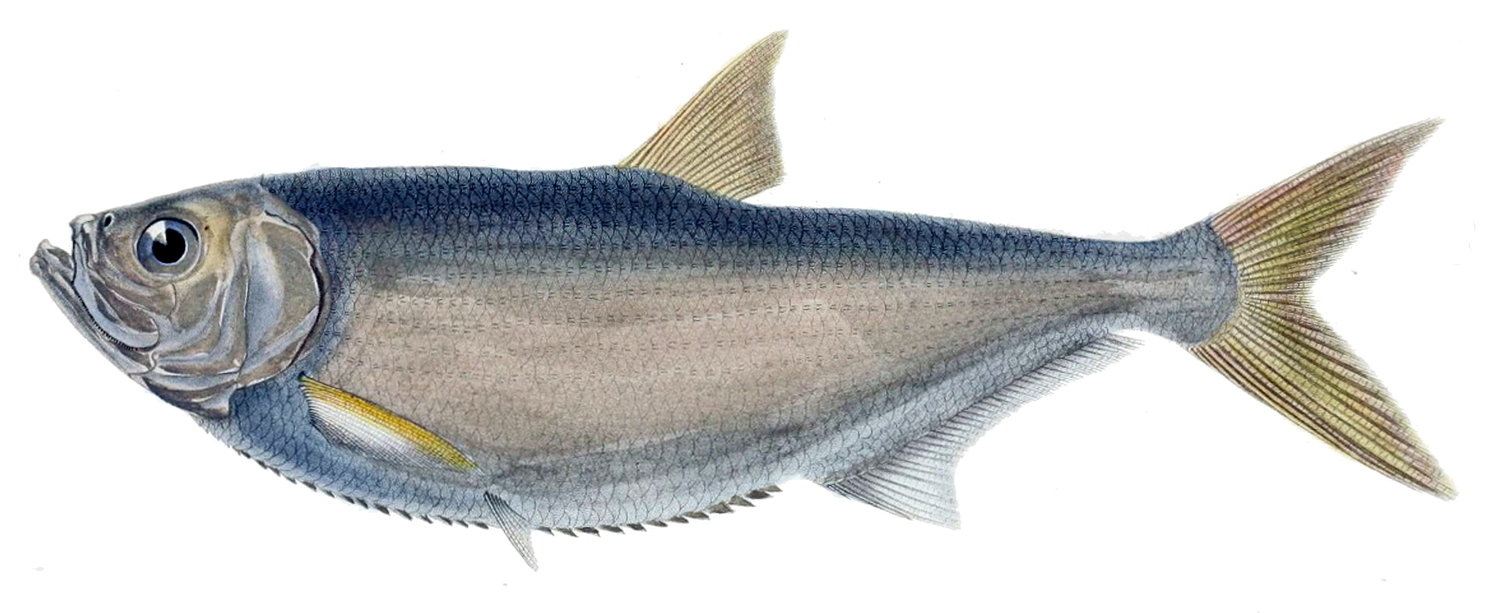

ヒラ科 Pristigasteridae は9属38種からなる。世界の熱帯・亜熱帯海域に分布し、一部に淡水産種を含む。多くは上向きの口をもち、顎の歯は小さい。腹鰭をもたない種類がある。第三下尾骨に切れ込みをもつなど、他のニシン目魚類にはみられない骨格上の特徴がいくつかある。
ヒラはハモのように小骨が非常に多く、骨切りをしないと食べられないが、肉は美味であり、瀬戸内地方（特に岡山県）や九州北部で珍重される。
- ヒラ亜科 Pelloninae - 5属26種。上顎の構造により分類される。
  - Pellona - 6種
  - Pliosteostoma - 1種
  - Chirocentrodon - 1種 イヌバニシン
  - Ilisha ヒラ属 - 16種 ヒラ・オオメヒラ
  - Neoopisthopterus - 2種
- Pristigasterinae - 4属12種。第一肋骨にみられる突起が、他の硬骨魚類にはない特徴となっている。
  - Odontognathus - 3種 ギアナニシン
  - Opisthopterus - 6種
  - Pristigaster - 2種
  - Raconda - 1種

#### カタクチイワシ科

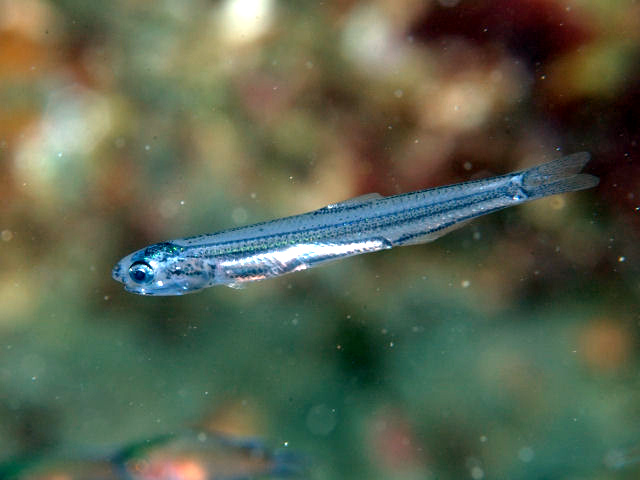
カタクチイワシ（Engraulis japonicus）。寿命は2年程度で、春と秋に産卵期を迎える

約17属150種で構成される。ほとんどは三大洋に広く分布する海水魚で、ペルーアンチョビ・カタクチイワシ等重要な食用魚種を多数含んでいる。17種の淡水産種が知られ、南アメリカを中心に分布する。ニシン科とは異なり、本科魚類の化石種は極めて少数しか知られていない。上顎骨の後端は眼の位置よりもずっと後ろまで伸びている。吻（口先）はややとがり、下顎よりも前に突き出ていることが多い。
- エツ亜科 Coiliinae - 5属47種。腹鰭の前後に稜鱗をもつ。臀鰭が長く、エツ属では尾鰭と連続する。
- カタクチイワシ亜科 Engraulinae - 11属92種。腹部の稜鱗は腹鰭の前方だけにある。臀鰭は短い。ほとんどの種類は南北アメリカ大陸の沿岸に分布する。

#### ウルメイワシ科
ウルメイワシ科 Dussumieriidae は2属14種からなる。かつてはニシン科に含まれていた。鰓条骨は11 - 18本で、腹部稜鱗はW字型で腹鰭を支える。前上顎骨は四角形。
- Dussumieria ギンイワシ属 - 7種 ギンイワシ
- Etrumeus ウルメイワシ属 - 7種 ウルメイワシ

#### キビナゴ科
キビナゴ科 Spratelloididae は2属8種からなる。かつてはニシン科やウルメイワシ科に含まれていた。鰓条骨は6 - 7本で、腹部稜鱗はW字型で腹鰭を支える。前上顎骨は三角形。 
- Spratelloides キビナゴ属 - 4種 キビナゴ
- Jenkinsia - 4種

#### オキイワシ科

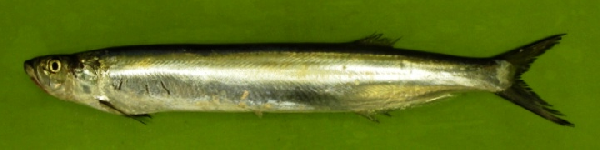
オキイワシ

オキイワシ科 Chirocentridae は1属1 - 2種。体長1メートルに達することもある大型の捕食魚で、インド洋と西部太平洋に生息する。体は細長く、左右に平べったい。顎には牙のような鋭い歯を備える。腹鰭はごく小さく、腹部稜鱗は成魚ではほとんどみられない。
- オキイワシ属 Chirocentrus

#### ニシン科

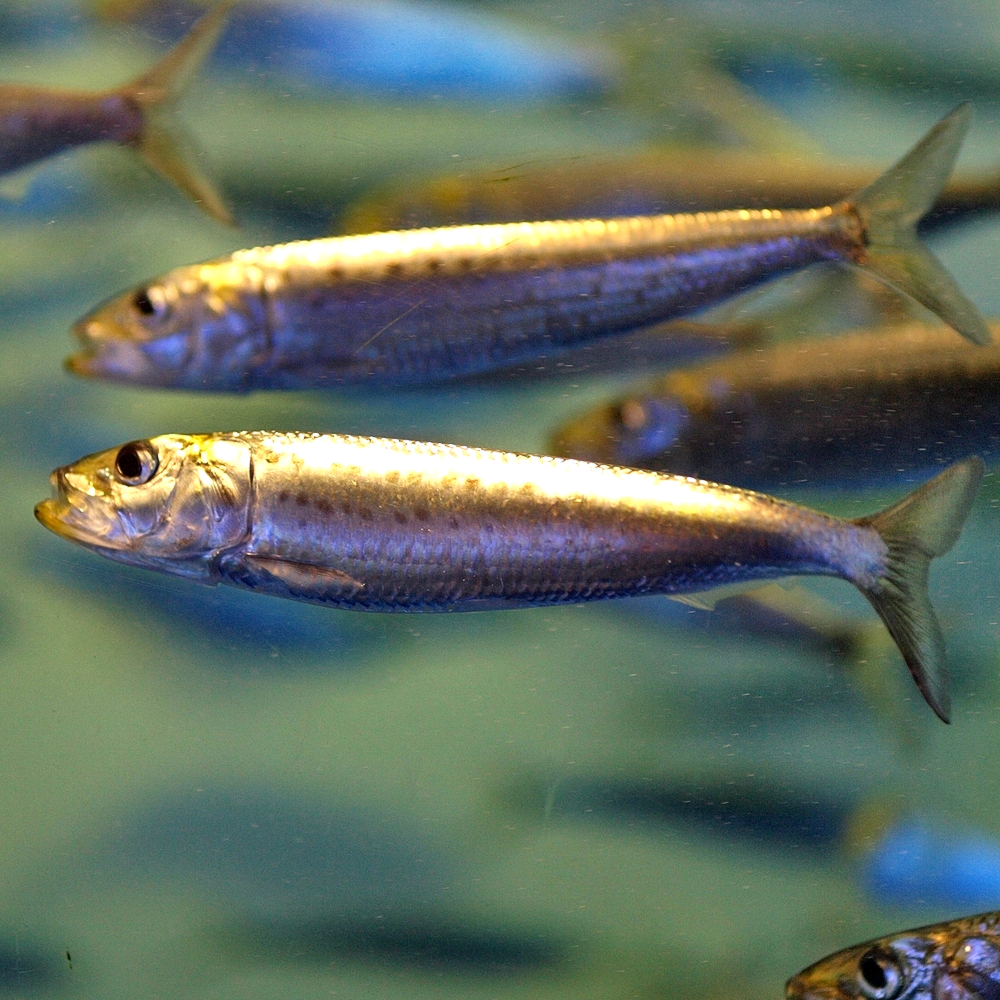
マイワシ（Sardinops sagax）。食用のみならず、飼肥料としての需要も大きい。寿命は5 - 6年ほど

約50属200種で構成される。世界のほとんどの海域に分布し、水産資源として極めて重要な存在である。口は体の先端にあるか、やや上向きについている。歯の発達は悪く、プランクトン食性。少数の例外を除き、腹部に稜鱗をもつ。多くの種類は体長25センチメートル未満。
- Clupeinae ニシン亜科 - 6属15種 ニシン・タイセイヨウニシン・フエゴニシン等
- Ehiravinae - 11属31種
- Alosinae ニシンダマシ亜科 - 4属32種 マイワシ等
- Dorosomatinae コノシロ亜科 - 30属108種 コノシロ・サッパ（ママカリ）等

## 系統
次のような系統樹が得られている。

|  | ウルメイワシ亜科 |
|  |                  |
|  | オキイワシ科     |
|  |                  |

|  | ヒラ科   |
|  |          |
|  | ニシン科 |
|  |          |

|  | ウルメイワシ亜科 |
|  |                  |
|  | オキイワシ科     |
|  |                  |

|  | ヒラ科   |
|  |          |
|  | ニシン科 |
|  |          |

|  | ウルメイワシ亜科 |
|  |                  |
|  | オキイワシ科     |
|  |                  |

|  | ヒラ科   |
|  |          |
|  | ニシン科 |
|  |          |

|  | ウルメイワシ亜科 |
|  |                  |
|  | オキイワシ科     |
|  |                  |

|  | ヒラ科   |
|  |          |
|  | ニシン科 |
|  |          |

|  | ウルメイワシ亜科 |
|  |                  |
|  | オキイワシ科     |
|  |                  |

|  | ヒラ科   |
|  |          |
|  | ニシン科 |
|  |          |

|  | ウルメイワシ亜科 |
|  |                  |
|  | オキイワシ科     |
|  |                  |

|  | ヒラ科   |
|  |          |
|  | ニシン科 |
|  |          |

|  | ウルメイワシ亜科 |
|  |                  |
|  | オキイワシ科     |
|  |                  |

|  | ヒラ科   |
|  |          |
|  | ニシン科 |
|  |          |

|  | ウルメイワシ亜科 |
|  |                  |
|  | オキイワシ科     |
|  |                  |

|  | ヒラ科   |
|  |          |
|  | ニシン科 |
|  |          |

|  | ウルメイワシ亜科 |
|  |                  |
|  | オキイワシ科     |
|  |                  |

|  | ヒラ科   |
|  |          |
|  | ニシン科 |
|  |          |

|  | ウルメイワシ亜科 |
|  |                  |
|  | オキイワシ科     |
|  |                  |

|  | ヒラ科   |
|  |          |
|  | ニシン科 |
|  |          |

|  | ウルメイワシ亜科 |
|  |                  |
|  | オキイワシ科     |
|  |                  |

|  | ヒラ科   |
|  |          |
|  | ニシン科 |
|  |          |

|  | ウルメイワシ亜科 |
|  |                  |
|  | オキイワシ科     |
|  |                  |

|  | ヒラ科   |
|  |          |
|  | ニシン科 |
|  |          |

|  | ウルメイワシ亜科 |
|  |                  |
|  | オキイワシ科     |
|  |                  |

|  | ヒラ科   |
|  |          |
|  | ニシン科 |
|  |          |

|  | ウルメイワシ亜科 |
|  |                  |
|  | オキイワシ科     |
|  |                  |

|  | ヒラ科   |
|  |          |
|  | ニシン科 |
|  |          |

|  | ウルメイワシ亜科 |
|  |                  |
|  | オキイワシ科     |
|  |                  |

|  | ヒラ科   |
|  |          |
|  | ニシン科 |
|  |          |

|  | ウルメイワシ亜科 |
|  |                  |
|  | オキイワシ科     |
|  |                  |

|  | ヒラ科   |
|  |          |
|  | ニシン科 |
|  |          |